# Bretschneideraceae
Famille
Classification APG II (2003)
Classification APG III (2009)
La famille des Bretschneideraceae regroupe des plantes dicotylédones. 

## Étymologie
Le nom vient du genre Bretschneidera donné en hommage au sinologiste estonien Emil Bretschneider, pionnier européen de la botanique de la Chine et membre correspondant de l'Académie française.

## Classification
En classification classique de Cronquist (1981) elle ne comprend qu'une espèce, Bretschneidera sinensis. C'est un arbre, originaire de l'est de l'Asie.
Pour la classification phylogénétique APG II (2003) cette famille est optionnelle : alternativement cette espèce peut être incluse dans les Akaniaceae.
En classification phylogénétique APG III (2009) cette famille est invalide ; ce genre est incorporé dans la famille Akaniaceae.